# جيم مايلز (محامي)
جيم مايلز (بالإنجليزية: Jim Miles)‏ هو محامي أمريكي، ولد في 10 أكتوبر 1941 في نورفولك في الولايات المتحدة.